# تاريخ الشوكولاتة
يعود تاريخ الشكولاتة في أمريكا الوسطى. الشوكولاتة المُخمرة والمحمصة والحبوب من شجرة الكاكاو. ويمكن أن يُعزى تاريخها إلى Mokaya وللشعوب ما قبل أولمك، مع أدلة تُثبت على أن مشروبات الكاكاو يعود تاريخها إلى 1900 عام قبل الميلاد.

## التاريخ حسب المنطقة

### في أمريكا الوسطى

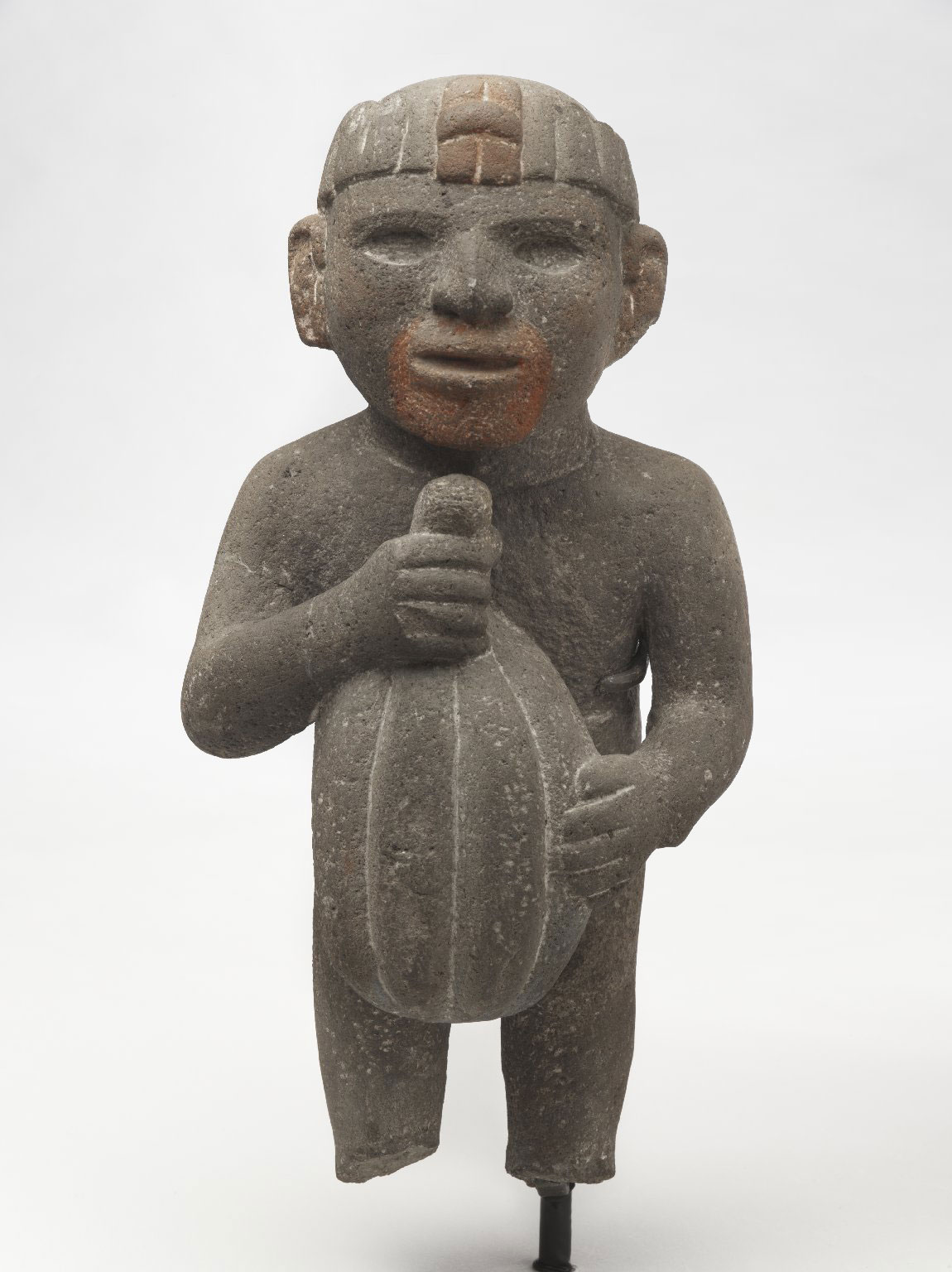
تمثال لرجل من الأزتيك يحمل وعاءاً من الكاكاو، 1440–1521. حجر بركاني، وآثار من خضاب أحمر. متحف بروكلين.

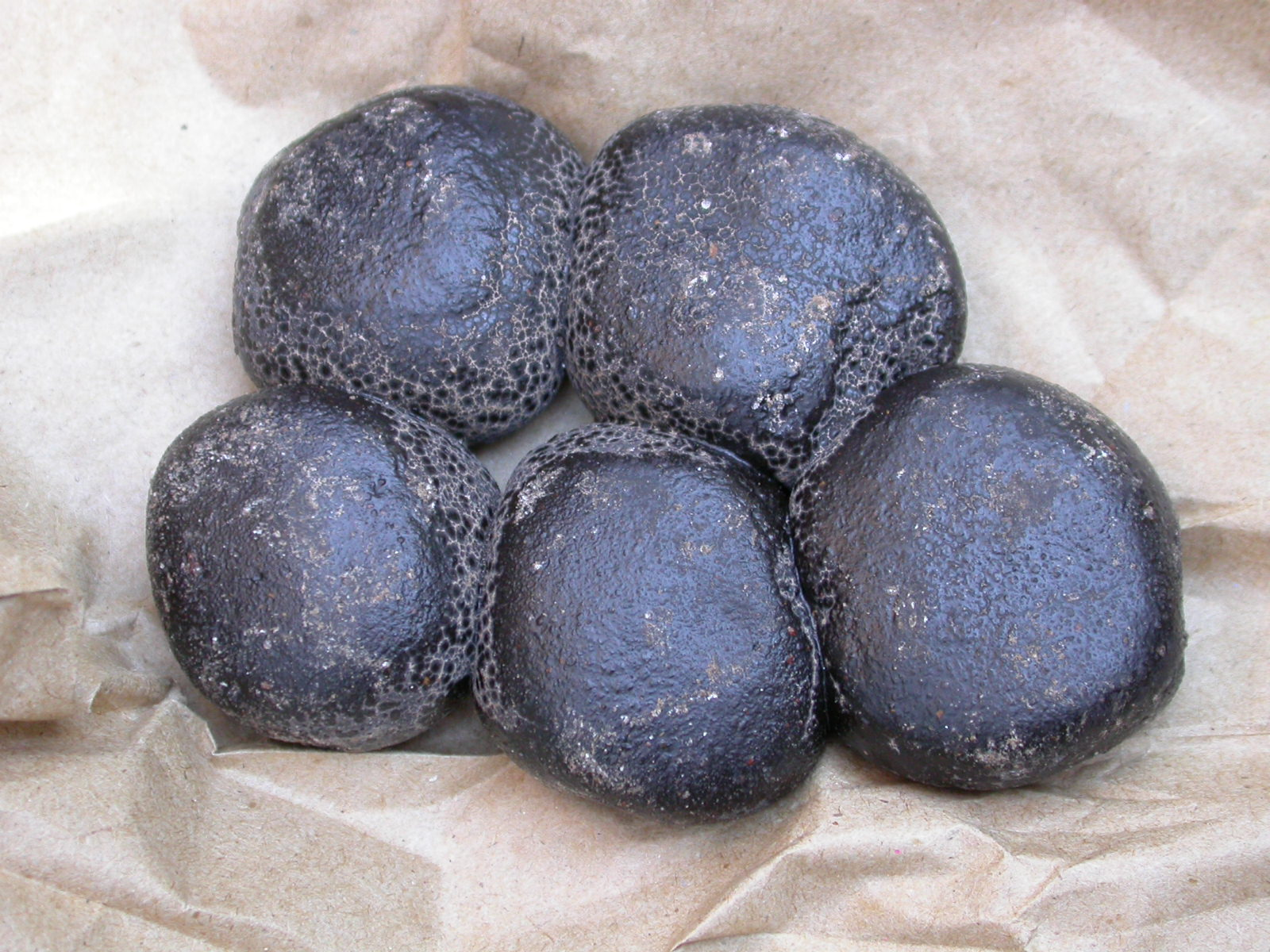
شوكولاتة مكسيكية تقليدية.

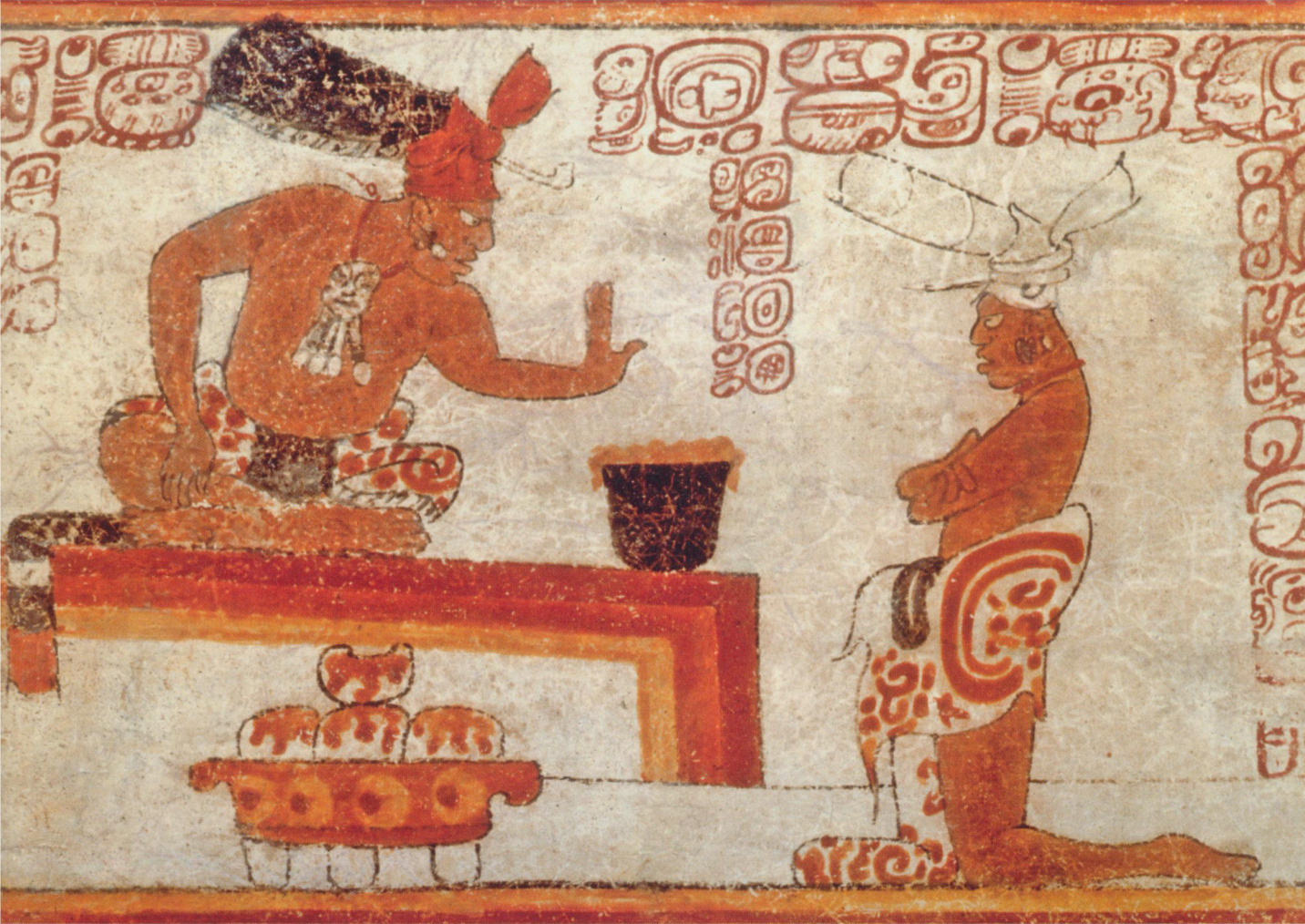
سيّد من المايا يمنع أحد الأشخاص من المساس بوعاء حاوٍ على الشوكولاتة.

عرفت في البداية في القارّة الأمريكيّة الجنوبيّة حيث تنتشر أشجار الكاكاو، وذلك على شكل مشروب. ففي موقع أثري يعود إلى حضارة الأولمك قرابة ساحل ولاية فيراكروز في المكسيك عثر على إناء يعود تاريخه إلى حوالي 1750 سنة قبل الميلاد عليه نقوش تظهر كيفيّة تحضير الشوكولاتة. وعلى الساحل الغربي الباسيفيكي للمكسيك في ولاية تشياباس، عثر في موقع أثري آخر يعود إلى حضارة موكايا Mokaya على أوانٍ استُخدمت في تحضير مشروبات من الكاكاو تعود إلى 1900 سنة قبل الميلاد.

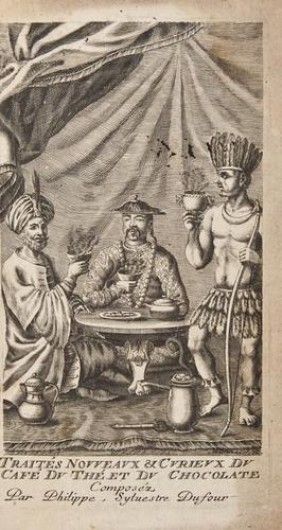
لوحة
"Traités nouveaux & curieux du café du thé et du chocolate"
للرسام الفرنسي فيليب دوفور سنة 1685، تظهر أقصى اليمين شخصاً من حضارات أمريكا الجنوبية يشرب الشوكولاتة.

في قبر من حضارة المايا يعود تاريخه بين 460–480 للميلاد، عُثر على أوانٍ منقوش عليها رسومات تشير إلى الكاكاو حسب نظام كتابة المايا، ذلك مع وجود بقايا من مشروب الشوكولاتة، ممّا يشير إلى أن المايا كانوا يشربون الشوكولاتة حوالي سنة 400 بعد الميلاد. تبيّن الوثائق في هيروغليفيّة المايا أنّ مشروب الشوكولاتة كان يحضّر في المناسبات، بالإضافة إلى الاستخدام اليومي. كان المايا يزرعون أشجار الكاكاو في الساحات الخلفيّة لمنازلهم، وكانوا يستخدمون بذور الكاكاو لصنع مشروب مرّ هو شراب الشوكولاتل.
بحلول القرن الخامس عشر، سيطر الأزتيك على قسم كبير من أمريكا الوسطى، وأدخلوا الكاكاو ومشتقّاته إلى ثقافتهم. ربط الأزتيك الشوكولاتة بالإله كيتزالكواتل، والذي طُرد من قبل الآلهة الآخرين حسب الأسطورة، وذلك بسبب مشاطرته الشوكولاتة مع البشر، كما أنه تعرّف على طريقة استخلاصه من الحبوب الجافة بإزالة قلب إنسان على سبيل التضحية. على العكس من شعب المايا الذين كانوا يحتسون الشوكولاتة ساخنة، فإنّ الأزتيك كانوا يشربونها باردة، وكانوا يضيفون إليها مزيجاً بتلات زهرة شجرة Cymbopetalum penduliflorum والفلفل الحار والفلفل الإفرنجي والفانيليا والعسل.
لم يكن باستطاعة الأزتيك زراعة وتربية أشجار الكاكاو بأنفسهم؛ إذ أنّ موطنهم في أعالي جبال المكسيك لم يكن ملائماً لذلك. لهذا السبب كان مشروب الشوكولاتة يُعدّ من المظاهر الفاخرة المستوردة إلى الإمبراطوريّة، كما أن مشروب الشوكولاتة كان يُعدّ من المشروبات المذهِبة للعقل، لذا فقد كان يُمنع عن النساء والأطفال. بالإضافة إلى ذلك، كان أولئك الذين يعيشون في المناطق المحكومة من قبل الأزتيك ملزمين بعرض حبوب الكاكاو لسداد ما عليهم من التزام، حيث كانت بذور الكاكاو تستخدم عادة كعملة. على سبيل المثال، في النظام المالي عند الأزتيك كان الديك الرومي يكلّف 100 حبة كاكاو، في حين أنّ ثمرة أفوكادو واحدة طازجة تكلّف ثلاث حبات فقط لا غير.

### في أوروبا

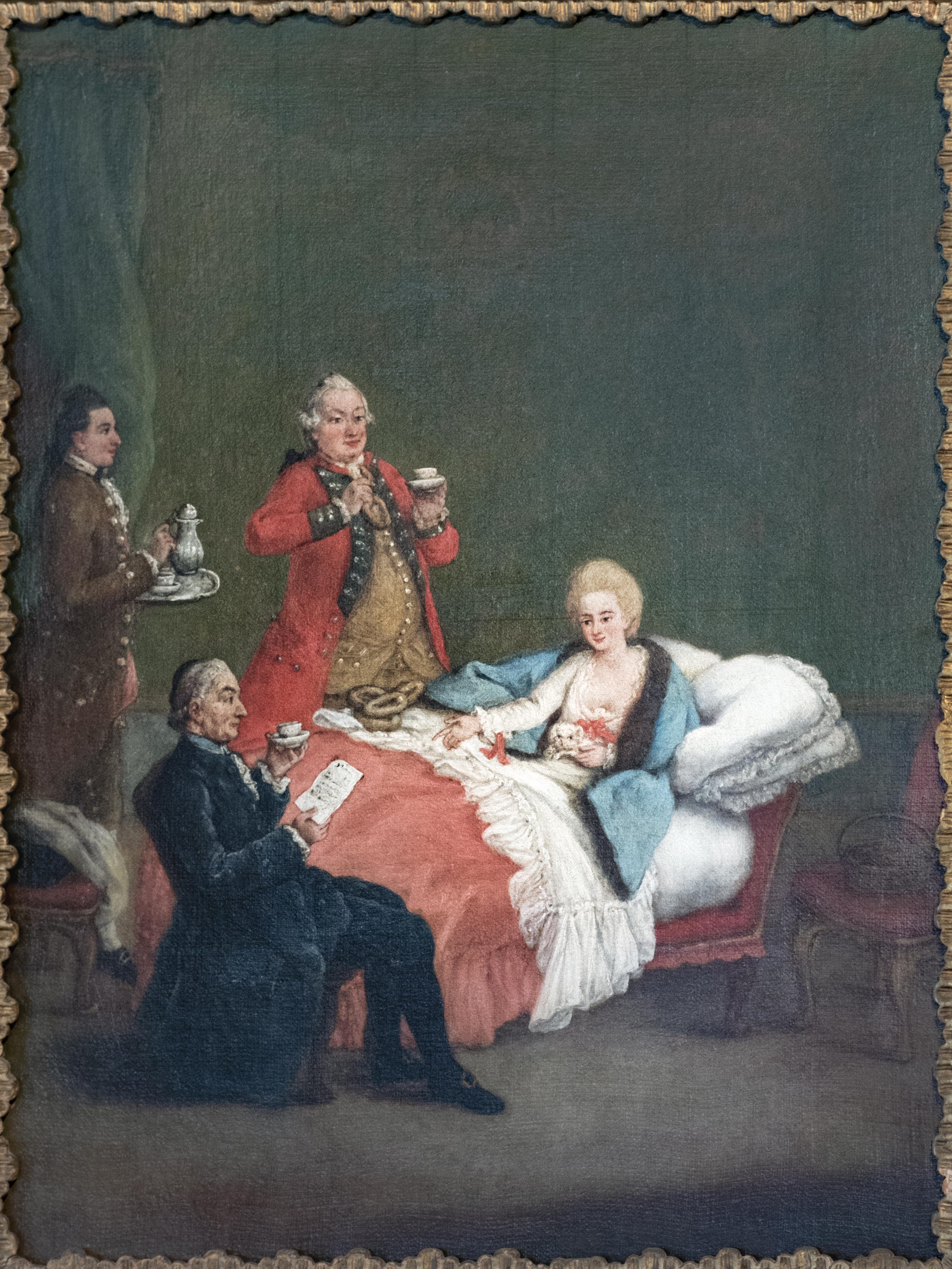
بعد اكتشاف الأمريكيتين، أصبح مشروب الشوكولاتة أحد أرقى المشروبات العصرية. تمثّل ذلك لوحة الشوكولاتة الصباحية للرسام بييترو لونغي، البندقية ـ 1775–1780.

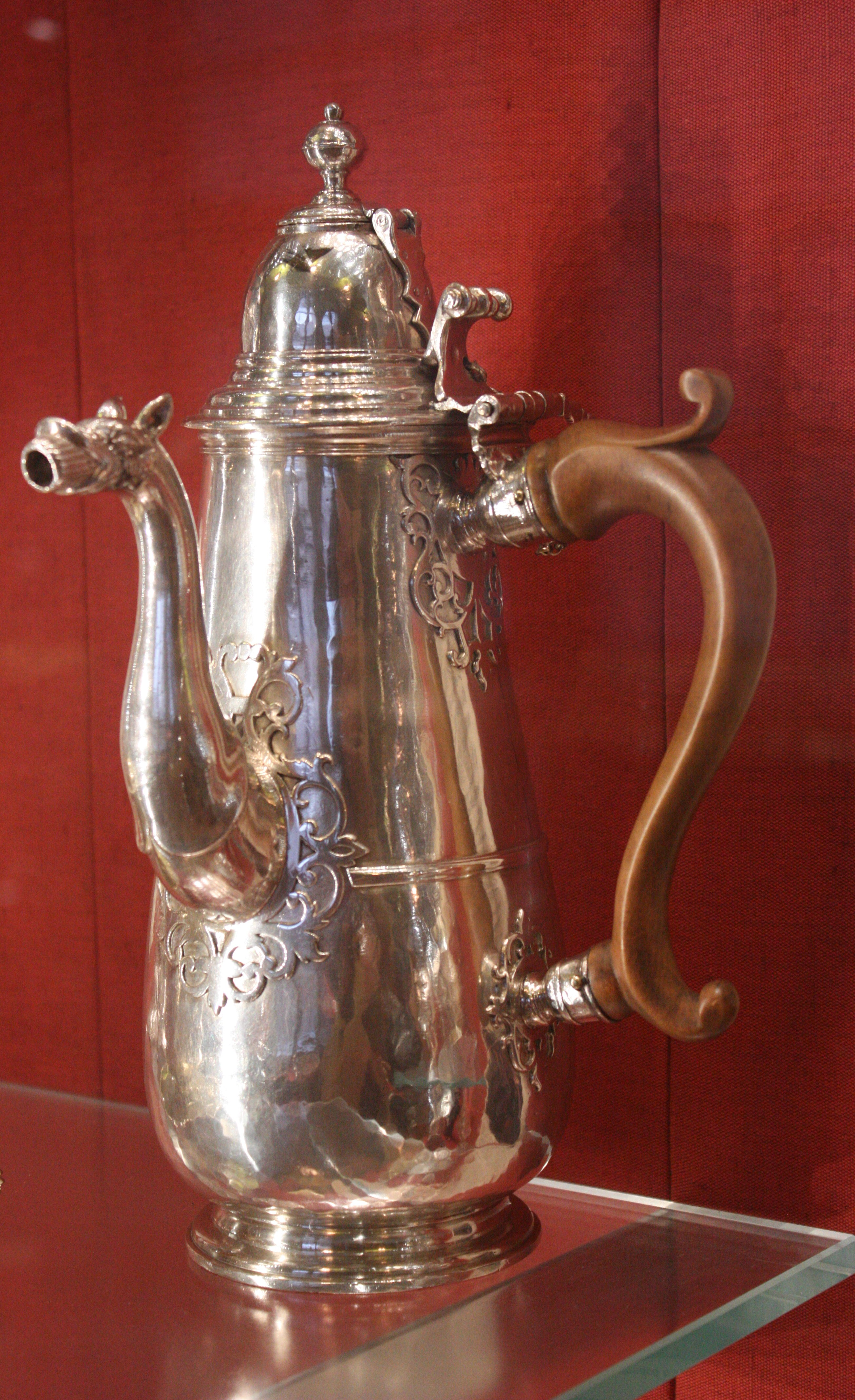
إناء فضّي لمشروب الشوكولاتة، لندن، 1714–1715 (متحف فكتوريا وألبرت).

حتى القرن السادس عشر، لم يكن الأوربيون يعرفون من قبل مشروب الشوكولاتة الذي كان شائعاً في أمريكا الوسطى والجنوبيّة. عندما كان كريستوفر كولومبوس في رحلته الاستكشافيّة الرابعة للقارة الأمريكيّة، وجد هو وابنه فرديناند حبوب الكاكاو من ضمن البضائع المخزّنة في قوارب الكانو التي استولوا عليها، ما يشير إلى أنّ تلك الحبوب كانت تُستخدم للتجارة. يُعتقد أن الكونكيستدور الإسباني إرنان كورتيس هو أوّل من صادف مشروب الشوكولاتة، إذ أنّ ذلك الشراب كان جزءاً من الروتين اليومي بعد العشاء للحاكم مونتيزوما، والذي كان يشربه بكثرة، حسبما أفاد كل من كورتيس والمؤرخ برنال دياث ديل كاستييو، أحد أعضاء الحملة الإسبانيّة على القارة الأمريكيّة.
عندما جلب كولومبوس حبوب الكاكاو معه عائداً إلى إسبانيا، لم يلقَ مشروب الشوكولاتة ذلك الترحيب الكبير، إلى أن قدّم الرهبان ذلك المشروب إلى البلاط الإسباني سنة 1544. ولتعديل مذاق مشروب الشوكولاتة المرّ الذي كان السكّان الأصليون لأمريكا يشربونه، أضاف الإسبان إليه السكّر والعسل. في سنة 1602، واصل مشروب الشوكولاتة طريقه من إسبانيا إلى النمسا، وخلال حوالي مئة سنة، انتشر شراب الشوكولاتة في أغلب أرجاء أوروبا. عُدّ شراب الشوكولاتة من المشروبات المقوّية، وكان يُنصح به كأحد المنشّطات الجنسيّة الطبيعيّة، وحتى القرن التاسع عشر كانت الشوكولاتة تباع في الصيدليّات كمستحضر للتقويّة.
أدّى ازدياد الطلب على الكاكاو وعلى الشوكولاتة إلى الحاجة إلى تأمين كمّيّة أكبر من العمّال من أجل الزراعة والحصاد، خاصّة أنّ تلك المهام كانت يدويّة؛ فقام الأوروبيون بالتالي بالتوسّع والاستثمار في سوق العبيد في البلدان الاستعماريّة مثل بريطانيا وهولندا وفرنسا، وذلك ما بين أوائل القرن السابع عشر الميلادي إلى نهايات القرن التاسع عشر. كانت الطواحين التي تستمد طاقتها من الرياح أو من جرّ الأحصنة هي المستخدمة لتسريع الإنتاج؛ لكن على الرغم من ذلك، كانت الكمّيّة المنتجة غير كافية للعموم، وكانت الطبقات الغنيّة هي الوحيدة القادرة على دفع الكلفة العالية، إلى أن أتت الثورة الصناعية والتي عجّلت من سرعة إنتاج الشوكولاتة من الحبوب باستخدام محرّكات بخاريّة. كان المخترع الفرنسي ديبوسون Debuisson أوّل من أنشأ طاحونة شوكولاتة تعمل بمحرّك بخاري، وذلك في أوائل القرن الثامن عشر.
أدّى ازدياد الكمّيّات المنتجة من الشوكولاتة إلى تطوير أساليب وتقنيات جديدة أحدثت تغييرات جذريّة في قوام ومذاق الشوكولاتة. في سنة 1815، طوّر الكيميائي الهولندي كونراد يوهانيس فان هوتن طريقة تعتمد على معالجة كتلة الكاكاو (سائل الشوكولاتة) بالأملاح القلويّة، ما أدّى إلى التخفيف من مرارتها. بعد فترة وجيزة، وفي سنة 1828 قام بتطوير أداة ضغط لإزالة حوالي نصف كمية الدهن الطبيعي (زبدة الكاكاو) من كتلة الكاكاو، ما جعل الشوكولاتة أرخص ثمناً من ناحية، ومن ناحية أخرى جعلها ذات ثباتيّة أكبر من ناحية الجودة. كان هذا التطوير خطوة نوعيّة في إنتاج الشوكولاتة، ومهّد للعهد الجديد لها.
أفادت الطريقة الهولنديّة في معالجة حبوب الكاكاو في تحويل الشوكولاتة إلى الشكل الصلب، وذلك عندما طوّر المخترع البريطاني جوزيف فراي Joseph Fry تقنيّة تجعل الشوكولاتة قابلة للقولبة بإعادة إضافة زبدة الكاكاو المذابة. كان الحليب يضاف في بعض الأحيان إلى مشروب الشوكولاتة وذلك منذ أواسط القرن السابع عشر، ولكن في سنة 1875 اخترع دانيال بيتر الشوكولاتة بالحليب، وذلك عن طريق مزج الحليب المجفف، الذي طوّره هنري نستله آنذاك، مع كتلة الكاكاو. في سنة 1879 تحسّن قوام ومذاق الشوكولاتة بشكل أكبر ممّا كان عليه، وذلك عندما اخترع رودولف لندت آلة القدر الصدفي.
بالإضافة إلى شركة نستله، ظهر عدد من الشركات المنتجة للشوكولاتة في سويسرا، كان أوّلها مصنع أسسه فرانسوا لوي كالييه François-Louis Cailler سنة 1819 في مدينة فيفي. أمّا في ألمانيا، فيُعد مصنع هالورين Halloren Schokoladenfabrik في مدينة هاله أوّل مصنع لإنتاج الشوكولاتة في ذلك البلد (سنة 1804)، ثم انتشرت المصانع هناك في عدّة مدن، أشهرها Jordan & Timaeus في دريسدن (سنة 1823)، وFranz Stollwerck & Söhne في كولونيا (سنة 1839)، بالإضافة إلى مصانع أخرى في برلين وبريمن. بدأ الإنتاج في التوسّع أواخر القرن التاسع عشر وأوائل القرن العشرين، ومن بين تلك الشركات كادبوري في بريطانيا، والتي كانت تنتج الشوكولاتة المعلّبة منذ 1868.

## الاستخدام المعاصر
يتم إنتاج ما يقرب من ثلثي الكاكاو في العالم بغرب أفريقيا، حيث تشكل ساحل العاج أكبر مصدر، بإنتاج إجمالي يبلغ 1,448,992 طناً. وتعد غانا ونيجيريا والكاميرون الواقعة أيضاً في غرب أفريقيا ضمن أكبر 5 منتجين للكاكاو عالمياً.

## وصلات خارجية
- شوكولاتة المايا القديمة (بالإنجليزية)
- موجز لتاريخ الشوكولاتة - سميثسونيان (بالإنجليزية)
- الشوكولاتة: طعام الآلهة. جامعة كورنيل، مكتبة مان (بالإنجليزية)
- «الشوكولاتة. من وسط أمريكا إلى صانعي الشوكولاتة الخبيرين الحديثين» - ICEX (بالإنجليزية)